# وسام الشرف مولي بيتشر

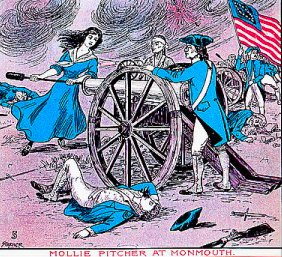

تم منح وسام الشرف مولي بيتشر (Molly Pitcher) هو وسام عسكري منح من قبل جمعية المدفعية الميدانية الأمريكية (USFAA) وجمعية مدفعية الدفاع الجوي (ADAA) اعترافًا بجهود النساء اللاتي ساهمن بشكل تطوعي وهام في تحسين مجموعات المدفعية الميدانية الأمريكية أو مدفعية الدفاع الجوي الأمريكية. سُميت الجائزة باسم مولي بيتشر التي ميزت نفسها خلال حرب الأستقلال الأمريكية.

## معلومات أساسية عن جوائز جمعية المدفعية الميدانية الأمريكية وجمعية مدفعية الدفاع الجوي
تصدر جمعية المدفعية الميدانية الأمريكية وجمعية مدفعية الدفاع الجوي ثلاث جوائز للمستحقين من رجال المدفعية وزوجاتهم الداعمات: الوسام القديمة لسانت باربرا، الوسام الشرفي لسانت باربرا، والوسام الشرفي لمولي بيتشر (ADAA) أو وسام المدفعية لمولي بيتشر (USFAA). كل جائزة لها متطلبات محددة للاستحقاق.

## عملية الترشيح- لوسام المدفعية لمولي بيتشر
سلطة منح جائزة وسام المدفعية لمولي بيتشر تَتبع اللامركزية لقادة المدفعية الميدانية، اللفتنانت كولونيل (رتبة عقيد) أو الذين أعلى منه. هؤلاء القادة هم الذين يوافقون على منح الجائزة للأفراد في مجتمعاتهم. عندما لا يكون هناك قائد مدفعي ميداني متاح، فإن القائد العام لجيش الولايات المتحدة لمركز المدفعية الميدانية في حصن «سيل» هو الي يتولى سلطة الموافقة على منح وسام المدفعية لمولي بيتشر للأفراء. يقدر وسام المدفعية لمولي بيتشر خدمات الأفراد الذين ساهموا طوعًا وبطريقة مهمة في تحسين مجتمع المدفعية الميدانية.

## عملية الترشيح- لوسام الشرفي لمولي بيتشر
تكون سلطة الترشيح والموافقة على وسام مولي بيتشر الشرفي لأحد هؤلاء القادة (أركان لواء ل FA أو قائد مدفعية الدفاع الجوي ADA) في سلسلة القيادة. في حالة عدم وجود أي من هؤلاء القادة، يقوم ضابط في منظمة (FA أو مدفعية الدفاع الجوي ADA) بإرسال الترشيح إلى جمعية مدفعية الدفاع الجوي ADA في حصن «بلس» أو رابطة المدفعية الميدانية الأمريكية في حصن «سيل». يتم إرسال الأوراق إلى القائد العام للمراجعة والقرار النهائي.

## ميدالية وسام مولي بيتشر
تعتبر ميدالية وسام مولي بيتشر جائزة وتقليد لتكريم المرأة. يتم ارتداء الميدالية بالشكل الذي تراه المستلمة مناسبًا، قد يتدلى من سلسلة ذهبية أو قد يلبس كدبوس.

## روابط خارجية
www.usfaa.com
www.usfaa.com عن مولي بيتشر